# Gerald Durrell

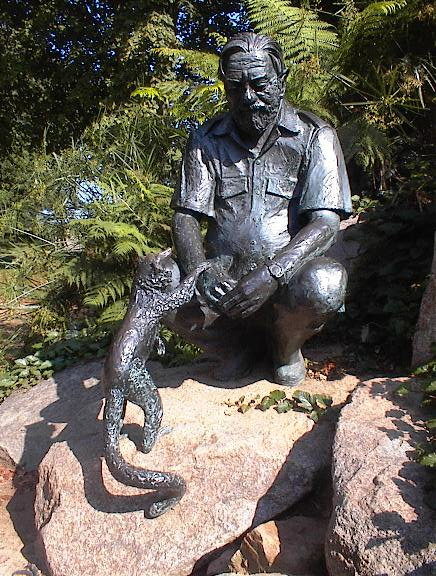
Estàtua de Gerald Durrell al zoo de Jersey

Gerald ('Gerry') Malcolm Durrell (7 de gener de 1925 – 30 de gener de 1995) fou un naturalista, zoòleg, conservacionista, escriptor i presentador de televisió anglès. La seva obra més coneguda és La meva família i altres animals (1956). El 1959, va establir el parc zoològic a l'illa de Jersey que es dedica a la conservació i reproducció d'espècies en perill d'extinció.

## Biografia
Gerald Durrell va néixer a Jamshedpur, Índia, el 1925. La seva família, que havia tornat a Anglaterra tres anys més tard, va viure a l'illa grega de Corfú entre 1935 i 1939. Gerald va estudiar zoologia i ha esdevingut un naturalista d'anomenada universal. És autor de més de trenta llibres, el més famós dels quals és La meva família i altres animals.

### Anys a l'Índia
Durrell va néixer a Jamshedpur (antiga província de Bihar), a l'Índia, el 7 de gener de 1925, fill de Lawrence Samuel Durrell (enginyer britànic) i de Louisa Florence Dixie. També els seus pares van néixer a l'Índia, però tots ells tenien ascendència anglesa i irlandesa. Després de morir el seu pare el 1928, es traslladen a Anglaterra.

### Anys a Corfú
El 1935 es traslladen a l'illa grega de Corfú, i hi romanen fins al 1939. Aquesta estada fou la base de la seva famosa trilogia de Corfú, composta per La meva família i altres animals, Ocells, bèsties i parents i El jardí dels déus. A partir d'aquesta obra es van produir, anys més tard, una pel·lícula i dues sèries de televisió.
La seva educació és encarrilada per diferents tutors, sovint amics del seu germà Lawrence Durrell (famós escriptor). Un d'ells, Theodore Stephanides, arribaria a ser un veritable amic de l'infant Gerry, ja que ambdós compartien veritable devoció per la història natural. Una altra influència que va tenir en aquesta etapa fou la del naturalista francès Jean-Henri Fabre.

### Anys a Londres
Amb l'esclat de la Segona Guerra Mundial, el 1939 la família Durrell es trasllada a Anglaterra. El jove Durrell comença a treballar a una petita botiga d'animals de companyia. La seva formació formal no acabaria de tenir lloc. El 1943 és cridat a files, però va quedar exempt per motius mèdics. El 1945, passada la guerra, entra a formar part del Zoo de Whipsnade, un dels seus somnis.

### Expedicions naturalistes
El 1947 organitzà una expedició per capturar animals per als zoològics anglesos. El destí fou el Camerun Britànic (actualment part de Camerun), el mateix que la següent expedició del 1949. La següent expedició del 1950 fou a la Guaiana Britànica (actualment Guyana).
El 1951 contrau matrimoni amb Jacqueline ('Jacquie') Sonia Wolfenden.
La seva negativa a capturar els animals de forma indiscriminada i sense resultats fructífers, feu que tingués vetat el seu lloc de treball a molts dels zoològics anglesos. Per tal de fer front a les despeses, i encoratjat pel seu germà escriptor Lawrence, i per la seva dona Jacqueline, començà a escriure una obra autobiogràfica. El seu primer llibre The Overloaded Ark (o L'arca sobrecarregada), va tenir un èxit enorme. Amb la nova font d'ingressos va poder finançar una altra expedició, aquest cop a Amèrica del Sud, tot i que el cop d'estat de Paraguai la feu fracassar.

### Zoo de Jersey i fundacions

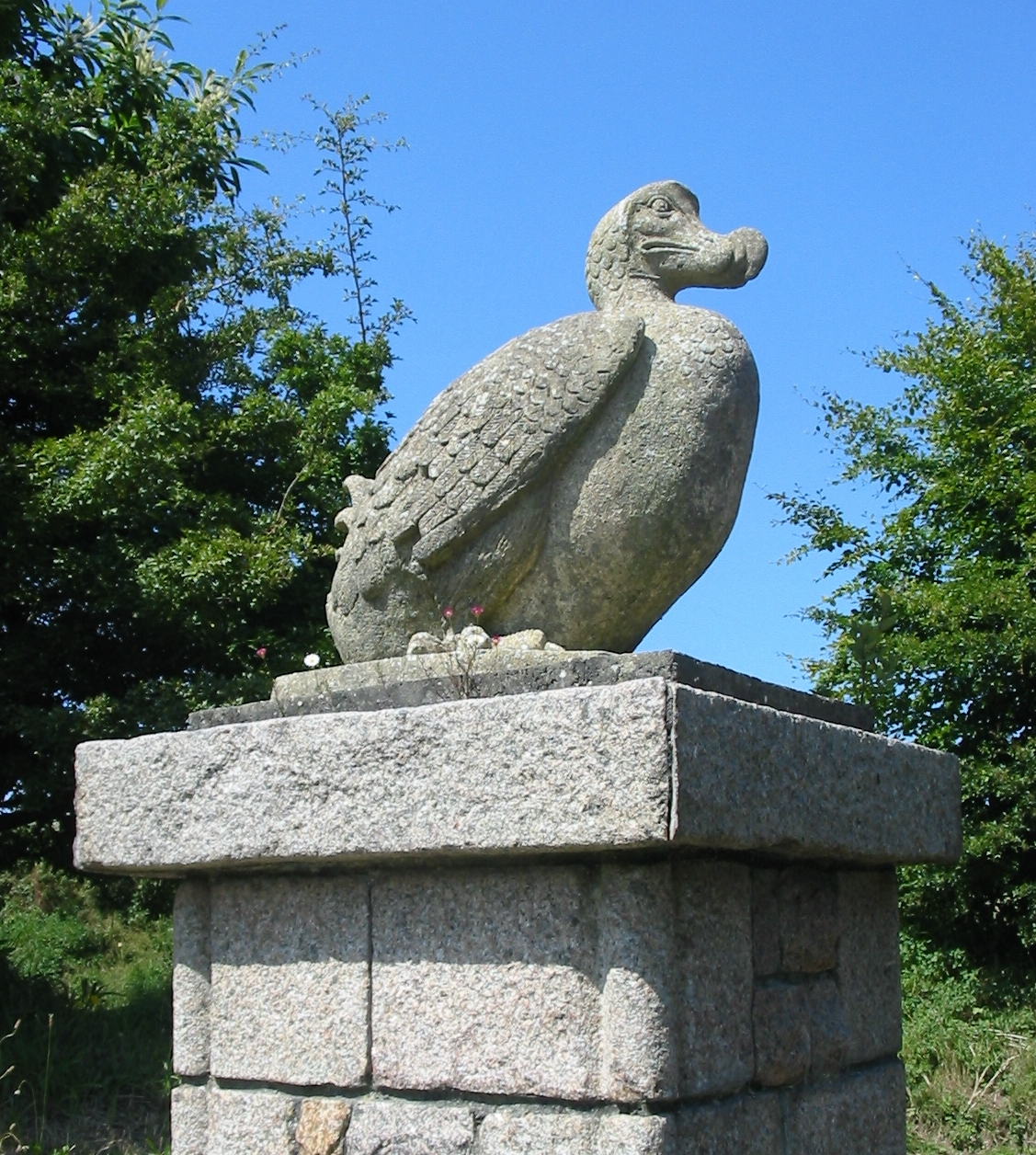
Estàtua d'un dodo, a l'entrada del zoo de Jersey

El 1956 es publica la seva obra més coneguda, My Family and Other Animals (La meva família i altres animals). Amb els diners d'aquest bestseller al Regne Unit, organitza la següent expedició, cap a Bafut, al Camerun Britànic. Aquesta fou la darrera expedició amb l'única finalitat de recol·lectar animals per a zoos. El seu rebuig al funcionament dels zoològics, i la creença que aquests haurien de servir com a bancs reservori d'espècies en perill, el va portar a la idea de crear el seu propi zoo. L'expedició de Bafut, per cert, la primera filmada (To Bafut with Beagles, 'Cap a Bafut amb Beagles'), i alhora comentada a un show radiofònic de la BBC, fou una peça clau per a la creació i publicitat de la seva idea.
Mentre la idea no prenia forma definitiva, mantenia els animals capturats a Bafut a casa de la seva germana Margaret (Margo), a Bournemouth, municipi que rebutjà la idea de tenir un zoo.
Finalment, el 1958 es funda el Jersey Zoological Park (o zoo de Jersey) amb seu a una finca del segle xvi (Les Augrès Manor). Una nova expedició a l'Amèrica del Sud el 1958 proveiria de més animals la col·lecció. El 1959, el zoo es va obrir al públic.
A mesura que el parc creixia, també creixia el nombre de projectes de conservació de fauna amenaçada arreu del món. Per tal de maniobrar amb les dificultats que allò suposava, el 1963 crea la Jersey Wildlife Preservation Trust ('Fundació per a la Preservació de la Fauna Salvatge de Jersey').
Per tal de gestionar millor els esforços de la conservació de caràcter internacional, el 1971 es crea la branca internacional de la fundació, la Wildlife Preservation Trust International. Aquell mateix any, és adquirida la finca on residia el zoo, possibilitant el que fou un allotjament permanent.
En 1972 arrenca a Jersey la prestigiosa conferència de la Fauna and Flora Preservation Society, la World Conference on Breeding Endangered Species in Captivity as an Aid to their Survival ('Conferència Mundial sobre la Cria de les Espècies en Captivitat per tal d'Ajudar-les en la Seva Supervivència'). Aquell mateix any, la princesa Anna esdevé la patrona de la Fundació.
Els anys 70 van veure com la Fundació es convertia en capdavantera mundial en la preservació en captivitat d'espècies com ara el goril·la de muntanya i la fauna de les illes Maurici.
Sobre aquest darrer indret, en Gerald Durrell fou un gran emprenedor d'iniciatives per a la preservació dels seus ocells i rèptils, per a la recuperació ecològica de Round Island, per a l'entrenament de personal local en les tasques de preservació mediambientals i de gestió de la Fundació per a la Fauna Salvatge de Maurici (o Mauritian Wildlife Foundation) de 1984.
Fou el dodo, un ocell no volador mauricià extingit al segle xvii, la imatge escollida com emblema de la Fundació i del Zoo de Jersey. El Dodo Club és la secció infantil d'aquesta fundació.
El 1979 es divorcià de Jacqueline, per culpa de la pressió laboral i problemes amb l'alcohol. Aquell mateix any es casa amb la seva segona esposa, Lee McGeorge Durrell, a qui va conèixer dos anys abans en una estada a la Universitat Duke. Lee col·laboraria molt activament en les tasques del seu marit, inclosa la redacció d'obres com The Amateur Naturalist ('El naturalista amateur').
El 1978 es comencen a donar cursets pseudo-universitaris d'entrenament de personal conservacionista. Fins al 2005, van ser milers de biòlegs, naturalistes, veterinaris de zoològic, i arquitectes de zoològics, de més de 100 països, els que passaren per l'International Training Centre ('Centre Internacional d'Entrenament').
El 1982, Durrell crea el Grup d'Especialistes de Creuaments en Captivitat de la World Conservation Union ('Unió Mundial de Conservació').
El 1985 funda la Wildlife Preservation Trust Canada (actualment Wildlife Preservation Canada).
El 1990 s'engega un programa a Madagascar semblant al de les illes Maurici, amb especial interès per les espècies endèmiques com l'ai-ai.
El lema oficial, "Salvant els animals de l'extinció" (o Saving Animals From Extinction), neix el 1991, any de decadència per als zoos britànics, en especial el zoo de Londres.
El 1995, Gerald Durrell mor per complicacions post-quirúrgiques després d'un trasplantament de fetge, i després de molts anys amb problemes hepàtics causats pel consum excessiu d'alcohol.
El 1999, la Jersey Wildlife Preservation Trust canvia el nom a Durrell Wildlife Conservation Trust, i el 2000 la Wildlife Preservation Trust International canvia el nom a Wildlife Trust.

## La política sobre els zoològics
Per a Gerald Durrell, un parc zoològic hauria de tenir com a prioritat la conservació i reproducció d'espècies en perill, per tal de permetre la seva supervivència. De forma secundària pot tenir uns altres papers, com l'educació de la població sobre història natural, l'educació d'especialistes en conservació de fauna, l'educació de biòlegs en hàbits de fauna amenaçada...
Un zoo mai hauria de ser un simple lloc d'oci. Defensa la reintroducció de les espècies que no estan en perill d'extinció als seus hàbitats originals. I tot i tractar-se de fauna en perill, només hauria d'estar molt justificada la seva reclusió a centres com els zoològics.
El zoo de Jersey es va crear sota els següents principis:
- L'engarjolament dels animals tindrà en compte de forma prioritària el confort de l'animal, incloent-hi una estança privada allunyada de la vista dels visitants. I secundàriament tindrà en compte la conveniència del cuidador, i finalment la dels visitants.
- La mida de la gàbia tindrà en compte la mida del territori de l'animal en estat lliure.
- Els acompanyants de l'animal no només reflectiran el seu nínxol ecològic i paràmetres biogeogràfics sinó també les necessitats socials (amb membres de la seva espècie i d'unes altres espècies).
- Els animals mereixen aliment variat i de la seva elecció, i un entorn agradable i interessant.

El zoo de Jersey ha estat un pioner en la reproducció en captivitat d'espècies en perill, així com en l'entrenament en aquesta matèria. Només quan es va veure l'èxit d'aquesta iniciativa, la resta de zoològics van començar a comportar-se de forma similar, tot i la forta crítica que dugueren a terme en els inicis de la idea.

## Espècies amb el seu nom
- Nactus serpeninsula durrelli o gecko nocturn de Durrell, originari de Round Islan (illes Maurici).
- Ceylonthelphusa durrelli o cranc d'aigua dolça de Durrell, originari de Sri Lanka.
- Benthophilus durrelli o gobi de Durrell, peix descobert l'any 2004.
- Kotchevnik durrelli, una papallona nocturna de la superfamília Cossoidea originària de Rússia.
- Salanoia durrelli, mangosta de Durrell, una mangosta que viu al llac Alaotra (Madagascar). Descoberta el 2004 i reconeguda com a espècie el 2010

### Obres traduïdes al català
- Amb un zoo a les maletes (traducció de Josep Sala Barbany - Edhasa, 1993)
- El jardí dels déus (traducció de Jordi Arbonès - Edhasa, 1989; Proa, 1997; Viena, 2014)
- El paquet parlant (traducció de Carme Serrallonga - Alfaguara / Grup Promotor, 1988)
- El viatge fantàstic (traducció de Joan Fontcuberta - Barcanova, 1988)
- Filets de palaia (traducció de Josep Julià - Edhasa, 1989)
- L'excursió i d'altres maremàgnums (traducció de Jordi Arbonès - Edhasa, 1991; La Magrana, 2010)
- La fantàstica aventura dels dinosaures (traducció d'Anna Jené - Barcanova, 1990)
- La meva família i altres animals (traducció de Josep Julià - Empúries, 1988, 2008; traducció de Montserrat Grífols - Eumo, 2006)
- La Rosy, una parenta de pes (traducció de Jordi Vidal Tubau - Alfaguara / Grup Promotor, 1990)
- Mare per merèixer i altres històries (traducció de Jordi Arbonès - Proa, 1995), publicat per Viena el 2009 amb el títol Un lloro per al vicari i altres històries
- Ocells, bèsties i parents (traducció de Josep Julià - Edhasa, 1988; Proa, 1995)